# مايكل غرانت (لاعب كرة قدم أمريكية)
ميخائيل غرانت (بالإنجليزية: Michael Grant)‏ هو لاعب كرة قدم أمريكية أمريكي، ولد في 30 مارس 1986 في بنسيلفانيا في الولايات المتحدة.

## وصلات خارجية
- ميخائيل غرانت على موقع الاتحاد الدولي لألعاب القوى (الإنجليزية)
- ميخائيل غرانت على موقع JustSportsStats.com (الإنجليزية)